# Angela Hopf

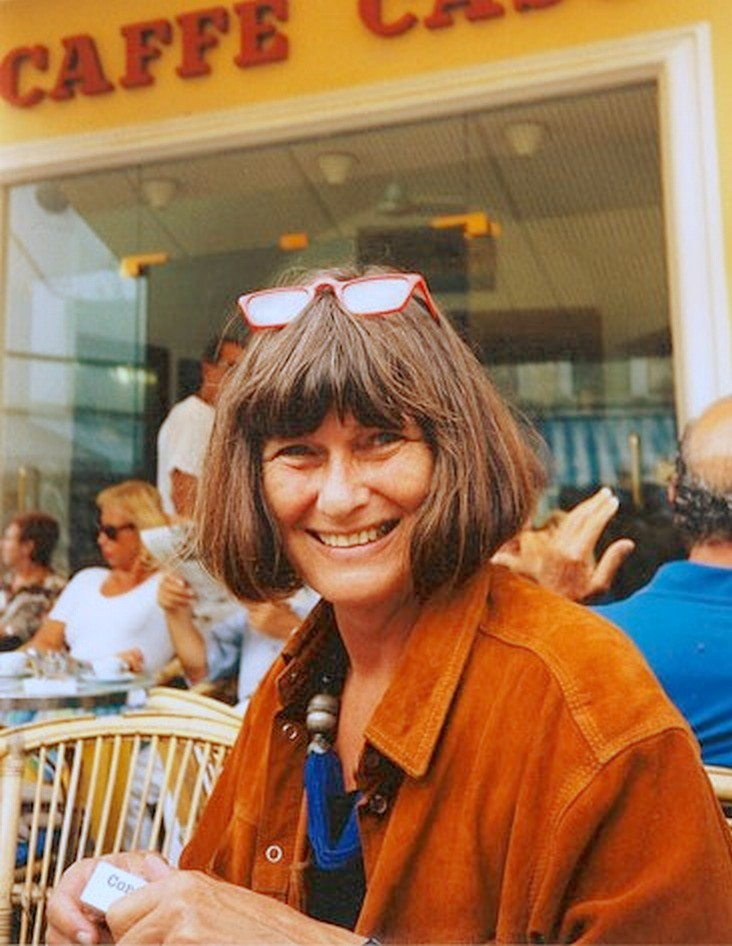
Angela Hopf

Angela Hopf (vollständig Margrit-Angela Hopf-von Denffer; * 5. Oktober 1941 in Göttingen) ist eine deutsche Malerin, Autorin und Herausgeberin.

## Leben und Werk
Die Tochter von Dietrich und Brunhilde von Denffer studierte nach dem Schulbesuch in Göttingen und Gießen Kunst und Kunstpädagogik an der Hochschule für Bildende Künste Berlin sowie an der Akademie der Bildenden Künste München. Sie war Meisterschülerin des Surrealisten Mac Zimmermann, ihr ganz eigenständiges Werk ist jedoch nicht dem Surrealismus zuzurechnen.
Die ab 1968 in Hamburg und seit 1973 in München wohnende Künstlerin schuf neben ihren zahlreichen, oft großformatigen Bildern einige erfolgreiche Bilder- und Kinderbücher – darunter Minimax und seine Freunde, Fabeljan, Pling Plang Plung die Regentropfen –, außerdem mehrere Bände zu kunst- und kulturhistorischen Themen – darunter Alte Exlibris, Die Kunst des Exlibris, Akt-Exlibris – sowie die Briefanthologien Geliebtes Kind! Elternbriefe aus 12 Jahrhunderten, Geliebte Eltern! Kinderbriefe aus 6 Jahrhunderten und Archiv des Herzens, Partnerbriefe aus 9 Jahrhunderten. Zahlreiche Anthologien und Bildbände gab sie gemeinsam mit Andreas Hopf heraus. Sie ist Mitglied des PEN-Zentrums Deutschland.
Die große Elefanten-Olympiade war 1972 das erste Buch, das in der neugegründeten Rotfuchs-Reihe des Rowohlt Verlages erschien.

## Familie
Angela Hopf stammt aus der ursprünglich deutsch-baltischen Adelsfamilie Denffer. Sie heiratete 1965 den 2000 verstorbenen Verleger und Schriftsteller Andreas Hopf. Aus der Ehe gingen zwei Söhne hervor, Daniel (* 1965) und Benjamin (* 1971).

## Werke
- Fabeljan, München 1968
- Die Regentropfen Pling Plang Plung, München 1969
- Eifersucht ist eine Leidenschaft, Hamburg 1970
- Der rote Apfel ist kein Apfel, München 1971 (zusammen mit Gerlinde Schneider)
- Die große Elefanten-Olympiade, Reinbek bei Hamburg 1972
- Der Feuerdrache Minimax, Reinbek bei Hamburg 1973 (zusammen mit Andreas Hopf)
- Minimax-Comix, Reinbek bei Hamburg 1974 (zusammen mit Andreas Hopf)
- Minimax und seine Freunde, München 1977
- Die fidele Landpartie, Wien 1979 (zusammen mit Uta Hinze)
- Emeli Plunsch und Fridolin Flatter, München 1981 (zusammen mit Wilfried Steinbach und Andreas Hopf)
- Ele, Bogo, Minimax, Ravensburg 1983
- Liebst du mich auch, München 1987 (zusammen mit Andreas Hopf)
- Jetzt hast du ja mich!, Hamburg 1991

## Herausgeberschaft
- Alte Exlibris, Dortmund 1978 (herausgegeben zusammen mit Andreas Hopf)
- Dreihundertfünfundsechzig Liebeserklärungen, Wien 1978
- Exlibris der Dame, Dortmund 1979 (herausgegeben zusammen mit Andreas Hopf)
- Exotische Völkerschau, München 1979 (herausgegeben zusammen mit Andreas Hopf)
- Galerie der Schönen, München 1979 (herausgegeben zusammen mit Andreas Hopf)
- Liebig-Bilder, München 1979 (herausgegeben zusammen mit Andreas Hopf)
- Verkenne nie das treueste Herz, Wien 1979
- Viel Glück, München 1979 (herausgegeben zusammen mit Andreas Hopf)
- Eulen-Exlibris, Frankfurt am Main 1980 (herausgegeben zusammen mit Andreas Hopf)
- Exlibris, München 1980 (herausgegeben zusammen mit Andreas Hopf)
- Fabelwesen, München 1980 (herausgegeben zusammen mit Andreas Hopf)
- Gratuliere!, Wien 1980 (herausgegeben zusammen mit Andreas Hopf)
- Die Kunst des Exlibris, München 1980 (herausgegeben zusammen Andreas Hopf)
- Album eines Erotomanen, München 1981 (herausgegeben zusammen mit Andreas Hopf)
- Erotische Exlibris, Dortmund 1981 (herausgegeben zusammen mit Andreas Hopf)
- Das große Buch der Weisheiten und Aphorismen, München 1983 (herausgegeben zusammen mit Andreas Hopf)
- Peyo: Die Abenteuer der Schlümpfe, Ravensburg (herausgegeben zusammen mit Andreas Hopf)
  - 1. Der Zauberlehrling, 1983
  - 2. Ein feiner Ritter, 1983
  - 3. Die geheimnisvolle Höhle, 1983
  - 4. Ein Verräter, 1983
  - 5. Der Winterkönig, 1983
  - 6. Das Wasser des Lebens, 1984
  - 7. Das Schloß der Frösche, 1984
  - 8. Gefahr aus den Wolken, 1984
  - 9. Trecky, der Retter, 1984
  - 10. Zauberkugel, 1984
- ... Reingelegt!, Ravensburg 1983 (herausgegeben zusammen mit Andreas Hopf)
- Sandmännchen erzählt: Das Gold der Erde, Ravensburg 1983 (herausgegeben zusammen mit Andreas Hopf)
- Sandmännchen erzählt: Das Mädchen mit der roten Kappe, Ravensburg 1983 (herausgegeben zusammen mit Andreas Hopf)
- Sandmännchen erzählt: Die Dornenhecke, Ravensburg 1983 (herausgegeben zusammen mit Andreas Hopf)
- Sandmännchen erzählt: Hans und Grete, Ravensburg 1983 (herausgegeben zusammen mit Andreas Hopf)
- Winnie Puuh, Ravensburg (herausgegeben zusammen mit Andreas Hopf)
  - 1. Puuh und der Honigbaum, 1983
  - 2. Die Geschichten vom Tiger, 1983
  - 3. Spuren im Schnee, 1983
  - 4. Die Heffalumps, 1983
  - 5. Puuh in der Klemme, 1983
- Alice im Wunderland, Wien (herausgegeben zusammen mit Andreas Hopf)
  - Benni Banni, lauf nicht weg!, 1984
  - Das Geheimnis von Benni Banni, 1984
  - Hamti Damti auf der Mauer, 1984
  - Das Haus des weißen Kaninchens, 1984
  - Der Hummertanz, 1984
  - Das Hundebaby, 1984
  - Das kleine Ferkel, 1984
  - Der Rat der blauen Raupe, 1984
  - Ein See aus lauter Tränen, 1984
  - Der Sturz ins Kaninchenloch, 1984
  - Die verrückte Teegesellschaft, 1984
  - Zwideldi und Zwideldum, 1984
- Frieden ist nicht nur ein Wort, München 1984 (herausgegeben zusammen mit Andreas Hopf)
- Unsere fünfziger Jahre, München 1984 (herausgegeben zusammen mit Marianna Bernhard und Andreas Hopf)
- Drüben am Walde kängt ein Guruh, München 1985 (herausgegeben zusammen mit Andreas Hopf)
- Akt-Exlibris, München 1986 (herausgegeben zusammen mit Andreas Hopf)
- Geliebtes Kind!, Ismaning bei München 1986 (herausgegeben zusammen mit Andreas Hopf)
- Schattenbilder, München 1986 (herausgegeben zusammen mit Andreas Hopf)
- Geliebte Eltern!, Ismaning bei München 1987 (herausgegeben zusammen mit Andreas Hopf)
- Archiv des Herzens, München 1988 (herausgegeben zusammen mit Andreas Hopf)
- Grußkarten, München 1988 (herausgegeben zusammen mit Andreas Hopf)
- Scherenschnitte, München 1989 (herausgegeben zusammen mit Andreas Hopf)